# Paracaigudista militar

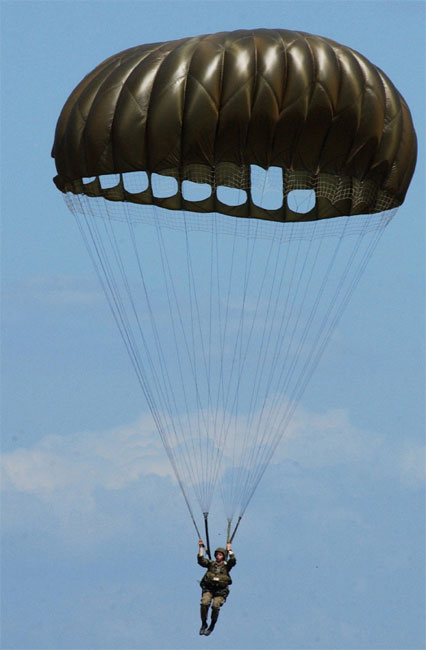
Paracaigudista militar descendint en un paracaigudes de la sèrie MC1.

Un paracaigudista militar és un membre d'una organització militar entrenat per saltar en paracaigudes sobre un objectiu, com a inici de les seves activitats militars. Per exemple; són tropes paracaigudistes la Brigada d'infanteria lleugera paracaigudista o el Fallschirmjäger.
La principal missió de les unitats paracaigudistes és la infiltració en el territori enemic més enllà de les línies del front i fer tasques de sabotatge i eliminació d'objectius concrets que puguin pertorbar l'avanç de l'exèrcit. També s'inclouen entre les seves missions, el rescat, la protecció i el trasllat de persones, tant militars com civils que siguin objectius importants.
Un rescat cèlebre va ser el de Mussolini durant la Segona Guerra Mundial per paracaigudistes alemanys al comandament d'Otto Skorzeny. La tasca més important que realitzen és possiblement la conquesta de punts estratègics de vital importància, els quals han de ser defensats fins a l'arribada de reforços.